# Л.
«Л.» — вірш Тараса Шевченка 1860 року, написаний у С.-Петербурзі, присвячений Ликері Полусмаковій.

## Написання та автографи
Збереглося кілька автографів вірша: чорновий автограф, вклеєний в альбом М. Гербеля; чистовий автограф у «Більшій книжці». Чистовий автограф у «Більшій книжці» містить дату: «27 сентября». Вірш датується дослідниками за чистовим автографом та його місцем у «Більшій книжці» серед творів 1860 року: 27 вересня 1860 рік, місце написання — С.-Петербург.
Чорновий автограф, написаний на окремому аркуші, М. Гербель вклеїв до свого альбому з нотаткою, що розкриває обставини, за яких до нього потрапила ця чернетка: «Автограф подарен мне покойным Шевченко недели за две до смерти. "Вот вам на память мои последние стихи, — сказал он, — я только что написал их и дарю их вам, переводчику моего „Кобзаря“"». Тут М. Гербель припустився хронологічної неточності: оскільки вірш написано наприкінці вересня 1860 року, то або він бачився з Шевченком не «тижнів за два» до його смерті, або ж поет подарував йому не щойно написаний вірш.
З чорнового автографа, що згодом був подарований М. Гербелю, Шевченко переписав вірш до «Більшої книжки», текст якої остаточний.

## Публікація
Вперше надруковано за «Більшою книжкою» в журналі «Основа» 1862 року (№ 5, стор. 13) без назви. За першодруком зроблено списки: невідомою рукою в рукописній збірці «Сочинения Т. Г. Шевченка» 1862 року та в рукописній збірці «Кобзар» 1865 року, переписаній Д. Демченком.
До збірки творів вірш уперше введено у виданні: «Кобзарь Тараса Шевченка / Коштом Д. Е. Кожанчикова» 1867 року (СПб., стор. 630), де подано за першодруком, без назви.

## Сюжет
Поезія присвячена Л. Полусмаковій і написана після розриву поета з нею. На написання вплинуло нездійсненність мрії поета про особисте щастя й рідну оселю, бажання бачити себе в колі сім'ї, серед своїх дітей. З ім'ям Л. Полусмакової пов'язані також вірші Шевченка «Ликері» і «Барвінок цвів і зеленів».